# Sparassis latifolia
Sparassis latifolia är en svampart som beskrevs av Y.C. Dai & Zheng Wang 2006. Sparassis latifolia ingår i släktet Sparassis och familjen Sparassidaceae.   Inga underarter finns listade i Catalogue of Life.